# Дурњ
Дурњ (фр. Dourgne) насеље је и општина у јужној Француској у региону Миди Пирене, у департману Тарн која припада префектури Кастр.
По подацима из 2011. године у општини је живело 1297 становника, а густина насељености је износила 57,01 становника/km². Општина се простире на површини од 22,75 km². Налази се на средњој надморској висини од 250 метара (максималној 804 m, а минималној 186 m).

## Демографија
| 1962. | 1968. | 1975. | 1982. | 1990. | 1999. | 2011. |
| ----- | ----- | ----- | ----- | ----- | ----- | ----- |
| 1.189 | 1.299 | 1.250 | 1.233 | 1.211 | 1.186 | 1.297 |

График промене броја становника у току последњих година